# تروین
شهر تروین (به آلمانی: Treuen) در ایالت زاکسن در کشور آلمان واقع شده‌است.